# Rolf Wanka
Rolf Wanka, rodným jménem Rudolf Josef Wanka, (14. února 1901 Vídeň – 30. listopadu 1982 Mnichov) byl rakouský herec.

## Životopis
Narodil se 14. února 1901 ve Vídni do dobře situované rodiny. Jeho otec byl Dr. Josef Wanka, c.k. primář při zeměbraně ve Vídni, narozený 25. srpna 1869 v Hřiměždicích (jeho otec František byl nadporučík ve vojsku a velkostatkář v Hřiměždicích, matka Rosalie ze Schultzendorfu byla dcera tajemníka ministra vnitra v Berlíně), matka Emma Pippichová se narodila 24. prosince 1874 v Moravské Ostravě jako dcera soukromého úředníka Ludvíka Pippicha.
Jeho předkové sídlili v Plzni, jeho pradědeček byl tamějším purkmistrem a propagátorem plzeňského piva. Měl také francouzské a německé předky.
Dětství trávil částečně v luxusním sídle ve Vídni, ale raději pravděpodobně pobýval na rodinném zámečku[nenalezeno v uvedeném zdroji] na českém venkově.
Jeho sestra Alžběta byla operní pěvkyně ve vídeňském Burgtheatru.
Ve Vídni navštěvoval technické lyceum. Maturitu složil ve Vídni a nastoupil na Technickou univerzitu v Praze. Začal cestovat, aby se zdokonalil v jazycích. Uměl velmi dobře česky, anglicky, německy a francouzsky. Vystudoval univerzitu v Innsbrucku (doktorát hospodářských a sociálních věd) a chtěl se stát vědcem. Po ukončení studií vedl strojírenský závod. Pak ale podnikal dobrodružné cesty po Evropě i Africe. V Praze se potom pokusil podnikat, otevřel si obchod s americkými technickými novinkami, ale brzy zkrachoval.
Hereckou kariéru započal ve svých osmadvaceti letech. V roce 1931 si zahrál ve filmu Vrah mezi námi (M – Eine Stadt sucht einen Mörder). Po vyučování ve Vídni u Aurel Novotny v letech 1933–1934 hrál v mnoha německých, rakouských a českých filmech. V roce 1935 byl partnerem Marty Eggerth ve filmu Die ganze Welt dreht sich um Liebe.
Především hrál hlavní úlohy milovníků a hrdinů v různých komediích a sentimentálních příbězích. Byl filmovým partnerem nejvýznamnějších českých hereček – Hany Vítové, Adiny Mandlové, Zity Kabátové, Věry Ferbasové, Jiřiny Steimarové, Jiřiny Štěpničkové, Trudy Grosslichtové a Nancy Rubensové.
V roce 1938 musel v českém filmu nedobrovolně skončit. Veřejnost mu vyčítala spolupráci s německou nacistickou kinematografií a proto už raději v českém filmu nikdy nevystupoval. Přestěhoval se natrvalo do Vídně, kde za války byl uměleckým šéfem Městského divadla (1940–1944) a často hrál v rakouských, německých a italských filmech. Po válce se ještě usadil na několika scénách (Raimund Theatre nebo Theater in der Josefstadt) a vypracoval se na skvělého charakterního herce.
S úspěchem točil filmy v Německu, Rakousku, Itálii, Španělsku i Velké Británii. Ve Španělsku hrál dokonce v několika filmech s bývalou českou kolegyní Lídou Baarovou. Ke konci života hrál malé role v různých německých, rakouských, italských a anglických detektivkách a dramatech.
Spolupracoval rovněž s rozhlasem.
Posledního natáčení se účastnil v roce 1978 v seriálu Místo činu.
Poprvé byl ženatý s Ilse Voglovou, s níž se rozvedl. S druhou manželkou, herečkou Friedl Czepovou (1898–1973), řídil ve Vídni úspěšnou velkou operetní scénu Wiener Stadttheater. Později se rozvedli. Z milostného poměru s Helene Amonovou se narodil syn Rudolf Wanka (* 1954), kterého adoptoval ve věku 4 let, a který je dnes mluvčím ORF. Se svojí třetí manželkou Lili, rozenou Brigittou Dahlemovou, se seznámil v roce 1954. Jejich dcera Irina Wanková (* 1961) je německo-rakouská herečka. S Lili se rozvedl.
Rolf Wanka zemřel 28. listopadu 1982 v Mnichově, kde je současně i pohřben.

## Filmografie

### Herecká filmografie
- 1929 – Z bídy k blahobytu
- 1931 – Vrah mezi námi
- 1932 – Wehe, wenn er losgelassen – německá verze filmu To neznáte Hadimršku (svatý Petr)
- 1934 – Pozdní máj (Ing. Nedbal)
- 1934 – Matka Kráčmerka (Václav Zdeborský)
- 1935 – Pošetilá panna
- 1935 – Liebe auf Bretteln – německá verze filmu Polibek ve sněhu (filmový herec Bard)
- 1935 – Polibek ve sněhu (filmový herec Bard)
- 1935 – Cirkus Saran (Kurt von Herdegen)
- 1935 – Svět se točí kolem lásky (Peter von Waldenau)
- 1935 – Dunajské vlny
- 1936 – Srdce v soumraku (Pavel Vach)
- 1936 – Sextánka (profesor Jiří Hron)
- 1936 – Irčin románek (Lexa Hora)
- 1936 – Divoch
- 1936 – Rote Rosen - blaue Adria – německá verze filmu Divoch (Mirko Rolín / šéf autotováren Peter Danner)
- 1936 – Páter Vojtěch (Vojtěch Dvorecký)
- 1936 – Hilde Petersen postlagernd
- 1937 – Vydělečné ženy (vynálezce Ing. Marek)
- 1937 – Poslíček lásky (Pavel Toman)
- 1937 – Lízin let do nebe (dr. Petr Tumlíř)
- 1937 – Krok to tmy (Rony)
- 1938 – Poplach ve Středozemním moři (kapitán von Schlieden)
- 1938 – Zamilovaná srdce (dr. Felix Hübner)
- 1938 – Die große Entscheidung
- 1939 – Policejní akta Fabreani
- 1939 – Plátno z Irska (Dr. Goll)
- 1939 – Sprung ins Glück – rakouská verze filmu Irčin románek (Lexa Hora)
- 1939 – Právo na lásku
- 1940 – Má dcera to nedělá (Georg Bartenberg)
- 1942 – Krvavý obzor (Sergio)
- 1942 – Anuška (Dr. Sascha Wendt)
- 1944 – Psí dny (dr. Peter Kirchner)
- 1947 – Oklikou ke štěstí
- 1950 – Gruß und Kuß aus der Wachau
- 1951 – Maria Theresia
- 1952 – Wienerinnen
- 1952 – Die große Schuld
- 1953 – Fiakermilli - Liebling von Wien - Die Fiakermilli
- 1953 – Straßenserenade
- 1953 – Franz Schubert – Ein Leben in zwei Sätzen
- 1953 – Der rote Prinz
- 1953 – Die Gefangene des Maharadscha
- 1954 – Sterne über Colombo
- 1954 – Der schweigende Engel
- 1954 – Das ewige Lied der Liebe
- 1954 – Ball der Nationen (Brambachen)
- 1955 – Die Frau des Hochwaldjägers
- 1956 – Strach (Miedo / Arturo Spiegel)
- 1956 – Všichni jsme důležití
- 1956 – Gefangene der Hölle
- 1956 – Míšenka
- 1956 – Cesta snoubenců
- 1956 – Drei Birken auf der Heide
- 1957 – Batalion stínu
- 1957 – Horas de panico
- 1958 – Der Priester und das Mädchen
- 1958 – Der lachende Vagabund
- 1959 – Unser Wunderland bei Nacht
- 1959 – Krásná lhářka (hrabě Waldau)
- 1959 – Der Besuch der alten Dame
- 1959 – Der lustige Krieg des Hauptmann Pedro
- 1960 – Bezaubernde Julia
- 1960 – Das Kamel geht durch das Nadelöhr
- 1960 – x25 javlja
- 1961 – Die Nashörner
- 1961 – Aimée
- 1961 – Drei Mann in einem Boot
- 1961 – Der Schwierige
- 1962 – Stahlnetz - In jeder Stadt...
- 1962 – Auf Wiedersehen am blauen Meer
- 1963 – Kapitán Sindibád (král)
- 1963 – Die sanfte Tour
- 1963 – Der Schusternazi
- 1964 – Der Chef wünscht keine Zeugen
- 1964 – Mein oder Dein
- 1968 – Der Scheck
- 1968 – Salto Mortale
- 1968 – Sünde mit Rabatt
- 1970 – Wer weint denn schon im Freudenhaus?
- 1971 – Paragraph 218 - Wir haben abgetrieben, Herr Staatsanwalt
- 1971 – Blaue Blüten
- 1971 – Wenn mein Schätzchen auf die Pauke haut
- 1971 – Josefine Mutzenbacher II - Meine 365 Liebhaber
- 1974 – Smrtící projekt (obchodník s uměním)
- 1974 – Místo činu – díl 3:0 für Veigl
- 1975 – Noch zehn Minuten zu leben (Der Kommissar)
- 1978 – Místo činu – díl Účet s neznámým

### Režijní filmografie
- 1937 – Vydělečné ženy